# Trementinaire

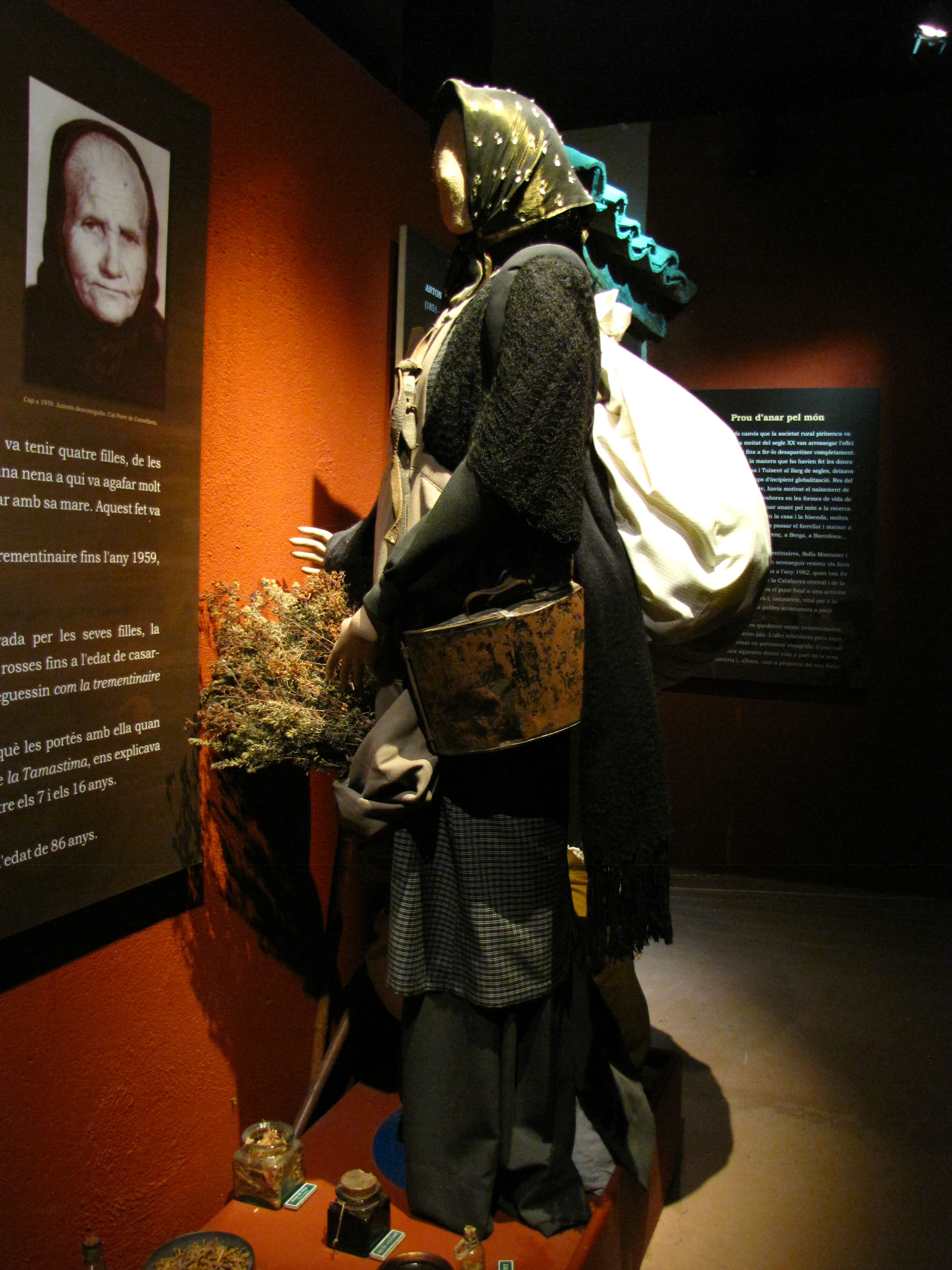
Indumentària d'una trementinaire. Museu de les Trementinaires, Tuixent.

Les trementinaires eren dones originàries de zones de muntanya que es dedicaven a la recol·lecció d'herbes remeieres i olis essencials, l'elaboració de remeis i la comercialització d'aquests productes en masies i pobles de Catalunya al llarg d'unes rutes que eren recorregudes a peu.

## L'ofici
Aquesta activitat, exercida durant el segle xix i fins ben entrat el segle xx, permetia uns ingressos a famílies que vivien de l'agricultura i la ramaderia en un context d'autoconsum. Solien fer dos viatges cada any, durant els mesos de menys feina al mas: un a la tardor, del qual retornaven per Nadal, i un altre tan bon punt havien matat el porc i que durava fins a la Pasqua.
Cada trementinaire anava pel món acompanyada d'una aprenenta, que normalment era un membre de la mateixa família (una filla, neta, neboda o germana més petita; la que menys falta feia, en les seves paraules). En alguns casos l'acompanyant solia ser el fill, si no hi havia una filla en la família. La més gran transmetia a l'aprenenta no només els coneixements sobre plantes i trementina sinó també les arts medicinals, els circuits de venda i els clients potencials. Durant el trajecte s'hostatjaven en cases particulars on se les acollia a canvi d'herbes i remeis. D'aquesta manera, a més d'aportar uns diners per a la família i el mas, durant els mesos que marxaven no feien despesa al mas, ja que s'allotjaven en les cases particulars que les requerien.
Tot i que generalment s'ha atribuït aquesta activitat a les dones, hi ha almenys un parell de casos documentats d'homes exercint de trementinaires. El més antic data de 1784 i l'altre, mig segle més tard, l'any 1832.

## Història
L'activitat trementinaire va durar fins ben entrat el segle xx. La darrera trementinaire en actiu fou Sofia Montaner (1908-1996), que realitzà el seu darrer viatge l'any 1984.
Càndida Majoral, nascuda a Cornellana (la Vansa i Fórnols, Alt Urgell), en el si d'una família dedicada a la collita i la venda d'herbes remeieres, va morir als 100 anys l'11 de gener del 2018.

## Productes

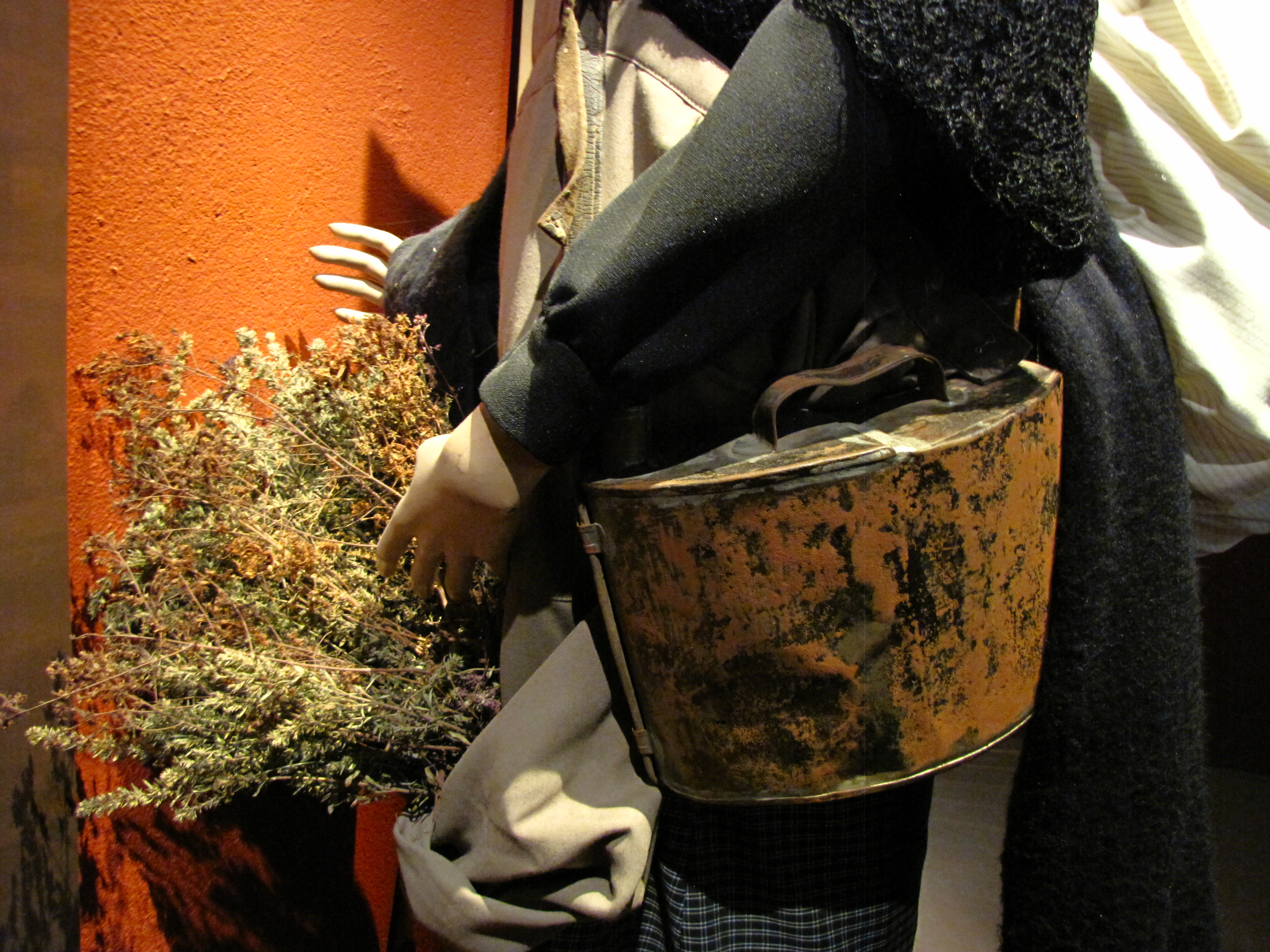
Llauna on la trementinaire transportava trementina, oli d'avet o d'altres líquids. Museu de les Trementinaires, Tuixent.

Les trementinaires anaven carregades amb farcells (o coixineres) plens de les herbes i unes llaunes on guardaven la trementina i els olis, d'avet i de ginebró, a més d'un podallet per tallar herbes, i una petita romana de ferro per pesar els productes. Aprofitaven els viatges per comprar materials i objectes que els feien falta i no trobaven a la muntanya.

### Trementina
La trementina era el producte principal usat en el seu ofici i del qual en deriva el mot trementinaire. Es tracta d'una substància que s'obté de la resina del pi roig (Pinus sylvestris), després de purificar-la. De la destil·lació d'aquesta trementina se n'obtenia dos productes: l'essència de trementina o aiguarràs i la pega grega o colofònia. Les trementinaires utilitzaven també una trementina reelaborada a partir de la combinació d'aquests dos components, que podien comprar en adrogueries i farmàcies.

### Pega negra
La pega negra s'obté de la destil·lació seca del pi roig. Mesclada amb cera verge o oli d'oliva, s'utilitzava per a immobilitzar mans i peus del bestiar en cas de dislocació. També s'aplicava pega sobre la pell per extreure una punxa.

## Llegat i cultura popular
L'any 1998 s'inaugurà a Tuixent (Alt Urgell) el Museu de les Trementinaires, on s'explica la forma de vida rural a la vall de la Vansa i l'ofici de trementinaire.
Des de l'any 2000 se celebra de forma anual la Festa de les Trementinaires, amb activitats als diferents pobles de la vall (Tuixent, Sorribes, Ossera, Cornellana, Fórnols de Cadí, etc.). De forma conjunta, també té lloc a Tuixent una fira dedicada als productes naturals.